# Mellatz
Mellatz (westallgäuerisch: Mellats) ist ein Gemeindeteil der Gemeinde Opfenbach im bayerisch-schwäbischen Landkreis Lindau (Bodensee).

## Geographie
Das Dorf liegt circa zwei Kilometer östlich des Hauptorts Opfenbach an der Bundesstraße 32 und es zählt zur Region Westallgäu. Nördlich der Ortschaft verläuft die Bahnstrecke Buchloe–Lindau.

## Ortsname
Der Ortsname stammt vom Personennamen Ellhart bzw. Ellinwart ab.

## Geschichte
Bereits in der römischen Kaiserzeit befand sich im heutigen Ort ein Burgus an der Römerstraße Kempten–Bregenz.
Mellatz wurde erstmals im Jahr 1340 als ze Mellhartz urkundlich erwähnt. 1769 fand die Vereinödung in Mellatz mit zwei Teilnehmern statt. 1903 wurde die Lourdeskapelle auf dem Fundament des Wachturms des römischen Burgus erbaut. 1928 bezogen Comboni-Missionare ein Haus in Mellatz und bauten im Jahr 1958 auf der Mellatzer Höhe ein neues Missionshaus mit großer Kapelle.

## Baudenkmäler
Siehe: Liste der Baudenkmäler in Mellatz